# (132161) 2002 EZ6
2002 إي زد 6 (ويعرف أيضًا باسم (132161) 2002 إي زد 6 وفق تسمية الكوكب الصغير) (بالإنجليزية: 2002 EZ6)‏؛ هو كويكب ضمن حزام الكويكبات.
اكتُشف هذا الجُرم الفلكي بواسطة روبرت إتش ماكنوت في 6 مارس 2002، وترتيبه 132161 من حيث الاكتشاف.

## الوصف
اكتُشف 1321612002EZ في 6 مارس 2002 في مرصد سايدنغ سبرينغ، الواقع في وارومبونغل، نيوساوث ويلز في أستراليا، بواسطة عالم الفلك البريطاني روبرت إتش ماكنوت. وقد رصد المشروع 405 مشاهدة للكويكب إلى غاية 25 أغسطس 2021 بتوقيت منطقة المحيط الهادئ، أي في مدة قدرها 7,917 يومًا (21.7 عام). تستغرق الفترة المدارية للكويكب 1,370 يومًا (3.8 عام).

## الخصائص المدارية
يتميز مدار هذا الكويكب بنصف محور رئيسي يبلغ 2.42 وحدة فلكية، وحضيض قدره 1.81 وحدة فلكية، وانحراف قدره 0.253 وزاوية ميلان 2.69 درجة بالنسبة لمسار الشمس. بسبب هذه الخصائص، أي نصف المحور الرئيسي بين 2 و3.2 وحدة فلكية وحضيض أكبر من 1,666 وحدة فلكية، يُصنف هذا الجُرم الفلكي وفقًا لقاعدة بيانات مختبر الدفع النفاث لأجرام النظام الشمسي الصغيرة كائنًا من حزام الكويكبات الرئيسي.

## وصلات خارجية
- (132161) 2002 EZ6 في قاعدة بيانات مختبر الدفع النفاث لأجرام النظام الشمسي الصغيرة

- الاكتشاف · مخطط المدار ·  العناصر المدارية · المعلمات المادية

- (132161) 2002 EZ6 على موقع ويكي سكاي: DSS2, SDSS, GALEX, IRAS, Hydrogen α, X-Ray, Astrophoto, Sky Map, Articles and images